# Sibirskaja
Sibirskaja (in russo:Сибирская) è una stazione della Linea Dzeržinskaja, la linea 2 della Metropolitana di Novosibirsk. È stata inaugurata il 31 dicembre 1987.
È possibile l'interscambio con la Linea Leninskaja attraverso la stazione di Krasnyj Prospekt.